# Gorišnica
Gorišnica este o localitate din comuna Gorišnica, Slovenia, cu o populație de 738 de locuitori.